# 我的全像情人
《我的全像情人》（韓語：나 홀로 그대），2月7日正式上線，由《認識的妻子》的李尚燁導演與《精神病患者日記》的劉勇在作家合作打造，為2020年Netflix韓國原創劇集。

## 演員陣容

### 主要人物
| 演員   | 角色   | 介紹 |
| 尹賢旻 | 霍洛   | 溫柔、體貼且完美；為高蘭圖所開發、世界首創的個人型全像投影人工智慧，能藉由智慧眼鏡能讓使用者看見如真人般的投影。在眼鏡將被覬覦自己的競爭對手搶走時，選擇了素妍做為第一位測試者。 |
| 尹賢旻 | 高蘭圖 | 霍洛的原型，同時也是霍洛和智奧實驗室的創造者，有著與霍洛近乎相反的性格。在12年前因某些原因，成為了文件上不存在的人，如幽靈一般的生活著。為回收智慧眼鏡而輾轉成為了素妍的鄰居。   |
| 高聖熙 | 韓素妍 | 30歲，稜鏡眼鏡公司的宣傳組代理，因臉盲症而習慣與人們保持距離，內心十分脆弱。偶然成為了全世界第一位智慧眼鏡測試者，遇見霍洛後，也試著向人們敞開心胸。                             |

### 其他人物
| 演員   | 角色   | 介紹 |
| 崔汝珍 | 高有珍 | 高蘭圖的姐姐、智奧實驗室的代表。因弟弟身分關係，對外成為了霍洛的開發者。                                   |
| 黃燦盛 | 白燦聖 | 智奧實驗室的競爭對手魔鏡公司的副社長。總是被父親白會長的氣勢所壓制。為了獲取智慧眼鏡的技術而有意接近有珍。 |
| 南明烈 | 白南奎 | 燦聖的父親，魔鏡公司的會長，無所不用其極的想將霍洛據為己有。                                               |
| 李姃垠 | 素妍母 | 素妍的母親。經常為素妍送去自己準備的小菜，對身為素妍鄰居的蘭圖十分關照。                                   |
| 孫鐘鶴 | 南奇浩 | 警察廳資訊科技搜查組的組長，負責調查幾起因霍洛而起的駭客攻擊事件。                                         |
| 鄭妍周 | 智娜   | 南奇浩組長的得力助手。                                                                                     |
| 姜勝賢 | 都宥藍 | 素妍的好友兼室友。因身為一名空服員而經常不在家。                                                           |
| 金秀珍 | 蘭圖母 | 蘭圖的親生母親，作為未婚媽媽獨自撫養著蘭圖，在蘭圖很小的時候就過世了。創造出了現在霍洛的雛型「哈洛」。     |
| 鄭榮基 | 趙振碩 | 智奧實驗室的首席程式設計師。                                                                               |
| 李基燦 | 延江宇 | 素妍的前輩兼上司，也是素妍的暗戀對象。                                                                     |

## 製作
劉勇在受AlphaGo於2016年打敗李世乭所啟發，寫下此劇的劇本。

## 外部連結
- 官方网站